# Rhizotrogus maculicollis
Rhizotrogus maculicollis är en skalbaggsart som beskrevs av Martín Villa Carenzo 1833. Rhizotrogus maculicollis ingår i släktet Rhizotrogus och familjen Melolonthidae. Inga underarter finns listade i Catalogue of Life.